# Scraptia ougandensis
Scraptia ougandensis es una especie de coleóptero de la familia Scraptiidae.

## Distribución geográfica
Habita en el este de  África.